# سیارک ۸۹۰۵
سیارک ۸۹۰۵ (به انگلیسی: 8905 Bankakuko، نامگذاری:1995WJ) هشت هزار و نهصد و پنجمین سیارک کشف شده‌است که در ۱۶ نوامبر ۱۹۹۵ کشف شد.